# Niqmaddu III (VI)
Niqmaddu III (VI), o anche Niqmadu III, (in ugaritico 𐎐𐎖𐎎𐎄, nqmd; fl. XIII secolo a.C.) è stato un re di Ugarit.
Fu il settimo sovrano conosciuto di Ugarit, un'antica città-stato nel nord-ovest della Siria, regnante dal 1225 al 1220 a.C., successore del re Ibiranu. Prese il nome da un precedente sovrano amorreo, Niqmaddu, la cui traduzione  significa "Addu ha rivendicato", a rafforzare le presunte origini amorree della sua dinastia Ugaritica.
Un testo dell'archivio di Urtenu menziona che era sposato con una principessa ittita, di cui si ignora il nome. È menzionato in molti testi giuridici, in particolare in una contesa tra lui e "Kumiya-Ziti", probabilmente un ricco mercante di Ura.